# Mario Stanić
Mario Stanić (Sarajevo, 10 aprile 1972) è un dirigente sportivo ed ex calciatore croato, di ruolo trequartista.

## Biografia
È nato in Bosnia, nella capitale Sarajevo, da una famiglia di etnia croata.

## Caratteristiche tecniche
Elemento tatticamente versatile, giocava come esterno destro di centrocampo, trequartista o seconda punta.

## Carriera

### Club
Cresciuto nel Željezničar (1988-1992, 77 presenze e 12 reti), dopo lo scoppio della guerra si trasferì in Croazia, giocando una stagione con la Dinamo Zagabria (1992-1993, 35 presenze e 19 reti).
Dopo due esperienze in Spagna (Sporting Gijon, 1993-1994, 37 presenze e 7 reti) e Portogallo (Benfica, 1994-1995, 14 presenze e 5 reti), nel 1995 viene acquistato dal Club Bruges. Schierato come centravanti, diventa capocannoniere del campionato belga 1995-1996 realizzando 20 reti, conquistando così il posto da titolare nella Nazionale croata agli Europei del 1996.
Nella stagione successiva viene acquistato dal Parma per 8 miliardi di lire, dove resterà dal novembre 1996 al giugno 2000. Impiegato alternativamente come laterale destro di centrocampo e come punta centrale, gioca in totale 77 partite realizzando 19 gol, il primo di questi contro il Milan il 22 dicembre 1996, dove segna il definitivo 1-0 a San Siro.
Segna il suo ultimo gol con la maglia del Parma nello spareggio per il quarto posto con l'Inter a Verona, perse dalla sua squadra per 1-3, in cui va in rete 10 minuti dopo il suo ingresso di testa portando la partita provvisoriamente sull'1-1. Con gli emiliani ha vinto una Coppa Italia, una Coppa Uefa (entrambe nella stagione 1998-1999) e la Supercoppa Italia 1999. Complessivamente Stanić ha avuto un'esperienza assai positiva con il club emiliano.
Nell'estate del 2000 passa al Chelsea, dove resta per quattro anni e con cui termina la carriera a 32 anni da giocatore dei Blues anche a causa di un infortunio al ginocchio. Conta in totale 59 presenze e 7 reti con la maglia dei Blues.

### Nazionale
Ha giocato 2 partite con la Jugoslavia prima della disgregazione dello stato nel 1992.
Da quel punto ha rappresentato la Croazia, con cui nel arriva terzo al campionato del mondo 1998 in Francia, in cui ha giocato tutte e 7 le partite della selezione croata, saltando solo pochi minuti (10 circa), e andando in goal nella prima sfida della competizione della sua squadra vinta per 3-1 contro la debuttante Giamaica in cui segna la rete dell'1-0.
Chiude con 49 presenze e 7 reti con quella della Croazia, partecipando anche al campionato del mondo 2002, in cui gioca 2 partite della squadra eliminata al primo turno questa volta.

## Statistiche

### Presenze e reti nei club
| Stagione           | Squadra            | Campionato         | Campionato | Campionato | Coppe nazionali | Coppe nazionali | Coppe nazionali | Coppe continentali | Coppe continentali | Coppe continentali | Altre coppe | Altre coppe | Altre coppe | Totale | Totale |
| Stagione           | Squadra            | Comp               | Pres       | Reti       | Comp            | Pres            | Reti            | Comp               | Pres               | Reti               | Comp        | Pres        | Reti        | Pres   | Reti   |
| ------------------ | ------------------ | ------------------ | ---------- | ---------- | --------------- | --------------- | --------------- | ------------------ | ------------------ | ------------------ | ----------- | ----------- | ----------- | ------ | ------ |
| 1988-1989          | Željezničar        | PL                 | 14         | 0          | CJ              | ?               | ?               | -                  | -                  | -                  | -           | -           | -           | 14+    | 0+     |
| 1989-1990          | Željezničar        | PL                 | 14         | 0          | CJ              | ?               | ?               | -                  | -                  | -                  | -           | -           | -           | 14+    | 0+     |
| 1990-1991          | Željezničar        | PL                 | 28         | 1          | CJ              | ?               | ?               | -                  | -                  | -                  | -           | -           | -           | 28+    | 1+     |
| 1991-1992          | Željezničar        | PL                 | 21         | 11         | CJ              | ?               | ?               | -                  | -                  | -                  | -           | -           | -           | 21+    | 11+    |
| Totale Željezničar | Totale Željezničar | Totale Željezničar | 77         | 12         |                 | ?               | ?               |                    | -                  | -                  |             | -           | -           | 77+    | 12+    |
| 1992-1993          | Dinamo Zagabria    | 1.HNL              | 26         | 11         | CC              | 9               | 8               | -                  | -                  | -                  | -           | -           | -           | 35     | 19     |
| 1993-1994          | Sporting Gijón     | PD                 | 34         | 7          | CR              | 4               | 2               | -                  | -                  | -                  | -           | -           | -           | 38     | 9      |
| 1994-1995          | Benfica            | PL                 | 14         | 5          | CP              | 1               | 0               | -                  | -                  | -                  | SP          | 1           | 0           | 16     | 5      |
| 1995-1996          | Club Bruges        | D1                 | 30         | 20         | CB              | ?               | ?               | CdC                | 4                  | 1                  | SB          | 1           | 0           | 35+    | 21+    |
| lug.-dic. 1996     | Club Bruges        | D1                 | 7          | 7          | CB              | ?               | ?               | UCL+CU             | 2+4                | 0+1                | -           | -           | -           | 13+    | 8+     |
| Totale Club Bruges | Totale Club Bruges | Totale Club Bruges | 37         | 27         |                 | ?               | ?               |                    | 10                 | 2                  |             | 1           | 0           | 48+    | 29+    |
| gen.-giu. 1997     | Parma              | A                  | 13         | 3          | CI              | -               | -               | CU                 | -                  | -                  | -           | -           | -           | 13     | 3      |
| 1997-1998          | Parma              | A                  | 23         | 4          | CI              | 5               | 1               | UCL                | 4                  | 0                  | -           | -           | -           | 32     | 5      |
| 1998-1999          | Parma              | A                  | 18         | 7          | CI              | 7               | 0               | CU                 | 6                  | 0                  | -           | -           | -           | 31     | 7      |
| 1999-2000          | Parma              | A                  | 23+1       | 5+1        | CI              | 1               | 0               | UCL+CU             | 2+7                | 0+4                | SI          | 0           | 0           | 34     | 10     |
| Totale Parma       | Totale Parma       | Totale Parma       | 77+1       | 19+1       |                 | 13              | 1               |                    | 19                 | 4                  |             | 0           | 0           | 110    | 25     |
| 2000-2001          | Chelsea            | PL                 | 12         | 2          | FACup+CdL       | 2+0             | 0               | CU                 | 0                  | 0                  | CS          | 1           | 0           | 15     | 2      |
| 2001-2002          | Chelsea            | PL                 | 27         | 1          | FACup+CdL       | 4+2             | 1+0             | CU                 | 2                  | 0                  | -           | -           | -           | 35     | 2      |
| 2002-2003          | Chelsea            | PL                 | 18         | 4          | FACup+CdL       | 3+2             | 1+1             | CU                 | 2                  | 0                  | -           | -           | -           | 25     | 6      |
| 2003-2004          | Chelsea            | PL                 | 2          | 0          | FACup+CdL       | 0+2             | 0               | UCL                | 1                  | 0                  | -           | -           | -           | 5      | 0      |
| Totale Chelsea     | Totale Chelsea     | Totale Chelsea     | 59         | 7          |                 | 15              | 3               |                    | 5                  | 0                  |             | 1           | 0           | 80     | 10     |
| Totale Carriera    | Totale Carriera    | Totale Carriera    | 325        | 89         |                 | 42+             | 14+             |                    | 34                 | 6                  |             | 3           | 0           | 404+   | 109+   |

### Cronologia presenze e reti in nazionale

#### Jugoslavia
| Cronologia completa delle presenze e delle reti in nazionale ― Jugoslavia | Cronologia completa delle presenze e delle reti in nazionale ― Jugoslavia | Cronologia completa delle presenze e delle reti in nazionale ― Jugoslavia | Cronologia completa delle presenze e delle reti in nazionale ― Jugoslavia | Cronologia completa delle presenze e delle reti in nazionale ― Jugoslavia | Cronologia completa delle presenze e delle reti in nazionale ― Jugoslavia | Cronologia completa delle presenze e delle reti in nazionale ― Jugoslavia | Cronologia completa delle presenze e delle reti in nazionale ― Jugoslavia |
| Data                                                                      | Città                                                                     | In casa                                                                   | Risultato                                                                 | Ospiti                                                                    | Competizione                                                              | Reti                                                                      | Note                                                                      |
| ------------------------------------------------------------------------- | ------------------------------------------------------------------------- | ------------------------------------------------------------------------- | ------------------------------------------------------------------------- | ------------------------------------------------------------------------- | ------------------------------------------------------------------------- | ------------------------------------------------------------------------- | ------------------------------------------------------------------------- |
| 16-10-1991                                                                | Landskrona                                                                | Fær Øer                                                                   | 0 – 2                                                                     | Jugoslavia                                                                | Qual. Euro 1992                                                           | -                                                                         | 81’                                                                       |
| 30-10-1991                                                                | Varginha                                                                  | Brasile                                                                   | 3 – 1                                                                     | Jugoslavia                                                                | Amichevole                                                                | -                                                                         | 77’                                                                       |
| Totale                                                                    |                                                                           | Presenze                                                                  | 2                                                                         |                                                                           | Reti                                                                      | 0                                                                         |                                                                           |

#### Croazia
| Cronologia completa delle presenze e delle reti in nazionale ― Croazia | Cronologia completa delle presenze e delle reti in nazionale ― Croazia | Cronologia completa delle presenze e delle reti in nazionale ― Croazia | Cronologia completa delle presenze e delle reti in nazionale ― Croazia | Cronologia completa delle presenze e delle reti in nazionale ― Croazia | Cronologia completa delle presenze e delle reti in nazionale ― Croazia | Cronologia completa delle presenze e delle reti in nazionale ― Croazia | Cronologia completa delle presenze e delle reti in nazionale ― Croazia |
| Data                                                                   | Città                                                                  | In casa                                                                | Risultato                                                              | Ospiti                                                                 | Competizione                                                           | Reti                                                                   | Note                                                                   |
| ---------------------------------------------------------------------- | ---------------------------------------------------------------------- | ---------------------------------------------------------------------- | ---------------------------------------------------------------------- | ---------------------------------------------------------------------- | ---------------------------------------------------------------------- | ---------------------------------------------------------------------- | ---------------------------------------------------------------------- |
| 3-9-1995                                                               | Zagabria                                                               | Croazia                                                                | 7 – 1                                                                  | Estonia                                                                | Qual. Euro 1996                                                        | -                                                                      |                                                                        |
| 8-10-1995                                                              | Spalato                                                                | Croazia                                                                | 1 – 1                                                                  | Italia                                                                 | Qual. Euro 1996                                                        | -                                                                      |                                                                        |
| 15-11-1995                                                             | Lubiana                                                                | Slovenia                                                               | 1 – 2                                                                  | Croazia                                                                | Qual. Euro 1996                                                        | -                                                                      | 54’                                                                    |
| 28-2-1996                                                              | Fiume                                                                  | Croazia                                                                | 2 – 1                                                                  | Polonia                                                                | Amichevole                                                             | -                                                                      | 61’                                                                    |
| 13-3-1996                                                              | Zagabria                                                               | Croazia                                                                | 3 – 0                                                                  | Corea del Sud                                                          | Amichevole                                                             | -                                                                      | 79’                                                                    |
| 10-4-1996                                                              | Osijek                                                                 | Croazia                                                                | 4 – 1                                                                  | Ungheria                                                               | Amichevole                                                             | 1                                                                      |                                                                        |
| 24-4-1996                                                              | Londra                                                                 | Inghilterra                                                            | 0 – 0                                                                  | Croazia                                                                | Amichevole                                                             | -                                                                      | 46’                                                                    |
| 2-6-1996                                                               | Dublino                                                                | Irlanda                                                                | 2 – 2                                                                  | Croazia                                                                | Amichevole                                                             | -                                                                      | 78’                                                                    |
| 11-6-1996                                                              | Nottingham                                                             | Turchia                                                                | 0 – 1                                                                  | Croazia                                                                | Euro 1996 - 1º turno                                                   | -                                                                      |                                                                        |
| 16-6-1996                                                              | Sheffield                                                              | Croazia                                                                | 3 – 0                                                                  | Danimarca                                                              | Euro 1996 - 1º turno                                                   | -                                                                      | 20’                                                                    |
| 23-6-1996                                                              | Manchester                                                             | Germania                                                               | 2 – 1                                                                  | Croazia                                                                | Euro 1996 - Quarti di finale                                           | -                                                                      |                                                                        |
| 10-11-1996                                                             | Zagabria                                                               | Croazia                                                                | 1 – 1                                                                  | Grecia                                                                 | Qual. Mondiali 1998                                                    | -                                                                      | 25’                                                                    |
| 29-10-1997                                                             | Zagabria                                                               | Croazia                                                                | 2 – 0                                                                  | Ucraina                                                                | Qual. Mondiali 1998                                                    | -                                                                      | 31’ 59’                                                                |
| 22-4-1998                                                              | Osijek                                                                 | Croazia                                                                | 4 – 1                                                                  | Polonia                                                                | Amichevole                                                             | 2                                                                      | 66’                                                                    |
| 3-6-1998                                                               | Fiume                                                                  | Croazia                                                                | 2 – 0                                                                  | Iran                                                                   | Amichevole                                                             | -                                                                      | 84’                                                                    |
| 6-6-1998                                                               | Zagabria                                                               | Croazia                                                                | 7 – 0                                                                  | Australia                                                              | Amichevole                                                             | -                                                                      | 46’                                                                    |
| 14-6-1998                                                              | Lens                                                                   | Giamaica                                                               | 1 – 3                                                                  | Croazia                                                                | Mondiali 1998 - 1º turno                                               | 1                                                                      |                                                                        |
| 20-6-1998                                                              | Lens                                                                   | Giappone                                                               | 0 – 1                                                                  | Croazia                                                                | Mondiali 1998 - 1º turno                                               | -                                                                      | 83’ 87’                                                                |
| 26-6-1998                                                              | Bordeaux                                                               | Argentina                                                              | 1 – 0                                                                  | Croazia                                                                | Mondiali 1998 - 1º turno                                               | -                                                                      |                                                                        |
| 30-6-1998                                                              | Bordeaux                                                               | Romania                                                                | 0 – 1                                                                  | Croazia                                                                | Mondiali 1998 - Ottavi di finale                                       | -                                                                      | 82’                                                                    |
| 4-7-1998                                                               | Lione                                                                  | Germania                                                               | 0 – 3                                                                  | Croazia                                                                | Mondiali 1998 - Quarti di finale                                       | -                                                                      |                                                                        |
| 8-7-1998                                                               | Saint-Denis                                                            | Francia                                                                | 2 – 1                                                                  | Croazia                                                                | Mondiali 1998 - Semifinale                                             | -                                                                      | 75’                                                                    |
| 11-7-1998                                                              | Parigi                                                                 | Paesi Bassi                                                            | 1 – 2                                                                  | Croazia                                                                | Mondiali 1998 - Finale 3º posto                                        | -                                                                      | 74’                                                                    |
| 5-9-1998                                                               | Dublino                                                                | Irlanda                                                                | 2 – 0                                                                  | Croazia                                                                | Qual. Euro 2000                                                        | -                                                                      | 65’, 69’                                                               |
| 14-10-1998                                                             | Zagabria                                                               | Croazia                                                                | 3 – 2                                                                  | Macedonia                                                              | Qual. Euro 2000                                                        | -                                                                      | 79’                                                                    |
| 10-2-1999                                                              | Spalato                                                                | Croazia                                                                | 0 – 1                                                                  | Danimarca                                                              | Amichevole                                                             | -                                                                      | 46’                                                                    |
| 28-4-1999                                                              | Zagabria                                                               | Croazia                                                                | 0 – 0                                                                  | Italia                                                                 | Amichevole                                                             | -                                                                      | 69’                                                                    |
| 18-8-1999                                                              | Belgrado                                                               | Jugoslavia                                                             | 0 – 0                                                                  | Croazia                                                                | Qual. Euro 2000                                                        | -                                                                      | 46’                                                                    |
| 21-8-1999                                                              | Zagabria                                                               | Croazia                                                                | 2 – 1                                                                  | Malta                                                                  | Qual. Euro 2000                                                        | 1                                                                      | 46’                                                                    |
| 4-9-1999                                                               | Zagabria                                                               | Croazia                                                                | 1 – 0                                                                  | Irlanda                                                                | Qual. Euro 2000                                                        | -                                                                      | 84’                                                                    |
| 9-10-1999                                                              | Zagabria                                                               | Croazia                                                                | 2 – 2                                                                  | Jugoslavia                                                             | Qual. Euro 2000                                                        | 1                                                                      | 37’                                                                    |
| 13-11-1999                                                             | Parigi                                                                 | Francia                                                                | 3 – 0                                                                  | Croazia                                                                | Amichevole                                                             | -                                                                      | 54’                                                                    |
| 29-3-2000                                                              | Zagabria                                                               | Croazia                                                                | 1 – 1                                                                  | Germania                                                               | Amichevole                                                             | -                                                                      | 84’                                                                    |
| 26-4-2000                                                              | Vienna                                                                 | Austria                                                                | 1 – 2                                                                  | Croazia                                                                | Amichevole                                                             | 1                                                                      | 84’                                                                    |
| 28-5-2000                                                              | Zagabria                                                               | Croazia                                                                | 0 – 2                                                                  | Francia                                                                | Amichevole                                                             | -                                                                      | 89’                                                                    |
| 16-8-2000                                                              | Bratislava                                                             | Slovacchia                                                             | 1 – 1                                                                  | Croazia                                                                | Amichevole                                                             | -                                                                      | 76’                                                                    |
| 28-2-2001                                                              | Fiume                                                                  | Croazia                                                                | 1 – 0                                                                  | Austria                                                                | Amichevole                                                             | -                                                                      | 46’                                                                    |
| 24-3-2001                                                              | Osijek                                                                 | Croazia                                                                | 4 – 1                                                                  | Lettonia                                                               | Qual. Mondiali 2002                                                    | -                                                                      | 46’                                                                    |
| 15-8-2001                                                              | Dublino                                                                | Irlanda                                                                | 2 – 2                                                                  | Croazia                                                                | Amichevole                                                             | -                                                                      | 46’                                                                    |
| 1-9-2001                                                               | Glasgow                                                                | Scozia                                                                 | 0 – 0                                                                  | Croazia                                                                | Qual. Mondiali 2002                                                    | -                                                                      | 63’ 71’                                                                |
| 5-9-2001                                                               | Serravalle                                                             | San Marino                                                             | 0 – 4                                                                  | Croazia                                                                | Qual. Mondiali 2002                                                    | -                                                                      | 78’                                                                    |
| 13-2-2002                                                              | Fiume                                                                  | Croazia                                                                | 0 – 0                                                                  | Bulgaria                                                               | Amichevole                                                             | -                                                                      | 46’                                                                    |
| 27-3-2002                                                              | Zagabria                                                               | Croazia                                                                | 0 – 0                                                                  | Slovenia                                                               | Amichevole                                                             | -                                                                      | 46’                                                                    |
| 3-6-2002                                                               | Niigata                                                                | Croazia                                                                | 0 – 1                                                                  | Messico                                                                | Mondiali 2002 - 1º turno                                               | -                                                                      | 67’                                                                    |
| 13-6-2002                                                              | Yokohama                                                               | Ecuador                                                                | 1 – 0                                                                  | Croazia                                                                | Mondiali 2002 - 1º turno                                               | -                                                                      | 68’                                                                    |
| 12-10-2002                                                             | Sofia                                                                  | Bulgaria                                                               | 2 – 0                                                                  | Croazia                                                                | Qual. Euro 2004                                                        | -                                                                      | 78’                                                                    |
| 29-3-2003                                                              | Zagabria                                                               | Croazia                                                                | 4 – 0                                                                  | Belgio                                                                 | Qual. Euro 2004                                                        | -                                                                      | 71’                                                                    |
| 2-4-2003                                                               | Varaždin                                                               | Croazia                                                                | 2 – 0                                                                  | Andorra                                                                | Qual. Euro 2004                                                        | -                                                                      | 46’                                                                    |
| 30-4-2003                                                              | Solna                                                                  | Svezia                                                                 | 1 – 2                                                                  | Croazia                                                                | Amichevole                                                             | -                                                                      | 46’                                                                    |
| Totale                                                                 |                                                                        | Presenze                                                               | 49                                                                     |                                                                        | Reti                                                                   | 7                                                                      |                                                                        |

## Palmarès

### Club

#### Competizioni nazionali
- Campionato croato: 1

Dinamo Zagabria: 1992-1993
- Campionato belga: 1

Club Bruges: 1995-1996
- Coppa del Belgio: 1

Club Bruges: 1995-1996
- Supercoppa del Belgio: 1

Club Bruges: 1996
- Coppa Italia: 1

Parma: 1998-1999
- Charity Shield: 1

Chelsea: 2000

#### Competizioni internazionali
- Coppa UEFA: 1

Parma: 1998-1999

### Individuale
- Capocannoniere del campionato belga: 1

1995-1996 (20 gol)

## Riconoscimenti
- Premio nazionale per lo sport "Franjo Bučar": 1998